# Haibane Renmei
Haibane Renmei (яп. 灰羽連盟, Хайбане Ренмей, укр. Товариство сірокрилих) — 13-и серійний аніме-серіал, в основу якого лягли додзінсі «Сірокрилі Старого дому» (яп. オールドホームの灰羽達, орудо-хому но хайбане-тачі) від Йошітоші Абе. Серія додзінсі так і не була закінчена, будучи заміненою аніме.

## Сюжет
Дівчині сниться сон про її падіння з неба. Прокинувшись, вона дізнається про власне народження з кокона в місці під назвою Старий дім, де вона знайомиться із сірокрилими — іншими народженими таким чином, які мають сірі крила. Вони називають її Ракка. Як і вона, ніхто з них не пам'ятає нічого до народження з коконів у цей світ, і всі вони названі на честь власних снів. У Старому домі також живуть діти-сірокрилі, яких називають молодшими сірокрилими. Він розташований у місті Грі, де живуть в мирі як люди, так і сірокрилі, але яке також оточене Муром, наближення до якого заборонене для усіх, окрім тог, які також можуть виходити за межі міста. Сірокрилим дозволено володіти лише вживаними речами. Їм також заборонено користуватися грошима, натомість для здійснення покупок вони мають спеціальні зошити, які їм надає Товариство сірокрилих. Впродовж розвитку подій Ракка намагається дізнатися більше про це місце та чому вона в ньому опинилася.

## Персонажі

### Сірокрилі Старого дому
Ракка (яп. 落下, Rakka, ラッカ) досл. «падіння»
Сейю: Хірохаші Рьо 
Новоприбула до Старого дому. Ракка дуже тиха і трохи замкнута. Проводить багато часу в роздумах про своє попереднє існування і таємниці того, що лежить за Муром, а також про походження сірокрилих. У своєму сні вона падала з неба і їй намагалася допомогти ворона, взявшись за її ногу.
Рекі (яп. 礫, Reki, レキ) досл. «камінець»
Сейю: Нода Джунко 
Рекі не може згадати свій «сон у коконі», її турбує минуле в Старому домі та кошмари, які вона потім малює, аби спробувати розібратися в них. Вона є сірокрилою вже сім років, довше, ніж інші, за винятком Нему. Проводить свій час, доглядаючи за молодшими сірокрилими.
Куу (яп. 空, Kū, クウ) досл. «небо»
Сейю: Ядзіма Акіко 
Наймолодша зі старших сірокрилих і першою після появи Ракки перелетіла Мур, пробувши сірокрилою два роки. Куу подолала свою початкову невпевненість, досягнувши стану спокою. У своєму сні вона літала в небі.
Нему (яп. 眠, Nemu, ネム) досл. «сонна»
Сейю: Мурай Казуса 
Працює в бібліотеці та вже дев'ять років є сірокрилою. У своєму сні спала.
Кана (яп. 河魚, Kana, カナ) досл. «річкова риба»
Сейю: Міядзіма Ері 
Кана, схильна до інженерії, працює на годинниковій вежі в центрі міста. Вона є сірокрилою вже три роки. У своєму сні плавала у річці.
Хікарі (яп. 光, Hikari, ヒカリ) досл. «світло»
Сейю: Орікаса Фуміко
Працює в міській пекарні і є сірокрилою вже чотири роки. У своєму сні вона бачила яскраве світло.
Кураморі (яп. 暗森, Kuramori, досл. «темний ліс»)
Сейю: Ханба Томоте 
Колишня наставниця Нему та Рекі. Попри своє слабке здоров'я, вона допомогла Рекі з її чорними крилами. Перелетіла через Мур за п'ять років до початку серіалу.

### Сірокрилі Занедбаної фабрики
Хьоко (яп. 氷湖, Hyōko, ヒョウコ) досл. «крижане озеро»
Сейю: Сузукі Чіхіро
Має почуття до Рекі. За п'ять років до подій серіалу намагався перелізти Мур, вбиваючи у нього клинці, на її очах. Був за це покараний.
Мідорі (яп. 緑, Midori, ミドリ) досл. «зелена»
Сейю: Мізуно Манабі
Близька подруга Хьоко. Звинувачує Рекі у тому, що з ним сталося.
Дайку (яп. Dai, ダイ, Dai) досл. «тесляр»
Сейю: Хіга Куміко 
Молодший сірокрилий. Переважно живе у Старому домі, оскільки у Занедбаній фабриці немає кому за ним піклуватись.

### Інші персонажі
Товмач (яп. 話師, Washi)
Сейю: Окі Таміо 
Голова Товариства сірокрилих. Дає духовні поради та надає матеріальну допомогу сірокрилим. Також може накладати на них покарання у разі порушень правил. Він — єдиний у місті, кому дозволено говорити з тогами, і вони спілкуються з ним за допомогою жестів.

## Тематика
Місто Глі, обнесене стіною, часто інтерпретується як форма чистилища або лімба, а сюжетна лінія — як подорож до спокути, спасіння або прощення. Принаймні одна з головних героїнь, Рекі, покінчила життя самогубством у минулому житті. Професорка Сьюзен Нап'єр припускає, що всі інші сірокрилі також є жертвами самовбивств, вбачаючи в цьому «похмурий» натяк на високий рівень самогубств серед японської молоді. Вона стверджує, що значення імен сірокрилих підтримують цю інтерпретацію, адже «Рекі» має відношення до транспортного засобу, що переїжджає тіло, «Кана» досл. «річкова риба» може означати утоплення, «Ракка» досл. «падіння» і «Куу» досл. «небо» — смерть від падіння.
Духовна тематика серіалу спирається як на християнські, так і на буддистські ідеї та образи, відображаючи еклектичні релігійні традиції самої Японії. Християнські впливи одразу помітні у крилах та німбах сірокрилих, які, попри свій зовнішній вигляд, за словами творців серіалу, не мають на меті явно представляти ангелів. Дослідник і критик аніме Марк Хейрстон стверджує, що традиційне християнське зображення ангелів швидко руйнується, бо замість того, щоб бути вищими істотами, до сірокрилих в Гліє ставляться як до людей другого сорту.
Haibane Renmei вводить багато таємниць протягом серіалу, залишаючи більшість з них без відповіді та даючи можливість для інтерпретації. Точна природа сірокрилих, тог та світу Гліє ніколи не пояснюється. Глядачам не показують, що лежить за Муром і що відбувається з героями після їхнього Дня польоту. Творці навмисно зберігають цю невизначеність і відмовляються розкривати ці моменти в інтерв'ю, а Абе Йосітоші заявив, що не хоче нав'язувати глядачам свої особисті погляди.

## Історія створення

### Доджінші
Початковою версією Haibane Renmei була 22-сторінкова доджінші з однойменною назвою, написана Йошітоші Абе. Випущена в 1998 році, вона мало чим нагадувала аніме-версію, окрім того, що в ній йшлося про людей з німбами та сірими крилами.

### Концепція та впливи
Публікація у вигляді доджінші була зумовлена експериментальним характером твору. Пізніше Абе розповів, що вигадував історію на ходу, не маючи чіткого плану щодо персонажів і сюжету. Комерційні журнали, з іншого боку, вимагали б дотримання дедлайнів і квот на сторінки на додаток до чіткого плану серії.
Серіал був створений під впливом роману Муракамі Харукі 1985 року «Країна Див без гальм і Кінець Світу». Обидва твори мають спільне місце дії — обнесене муром місто, населене мешканцями без пам'яті, а також запозичені деякі окремі елементи, такі як птахи у якості повторюваного мотиву. Роман був улюбленим твором Абе в той час, і він зізнався, що перечитав його понад десять разів. Інший вплив справив японський фільм Хірокадзу Корееда 1998 року «Після життя», в якому також розповідається про нещодавно померлих людей, які оживають в іншому місці.

### Виробництво
Коли Абе почав працювати над The Haibane of Old Home, до нього звернувся продюсер Уеда Ясуюкі, з яким він раніше співпрацював над серіалом Serial Experiments Lain як дизайнер персонажів, і запропонував перетворити його на аніме. Виробництво серіалу було завершено за відносно короткий час, що тривав загалом близько шести місяців. Абе закінчив писати початковий сюжет до травня 2002 року.
Такада Акіра вважається єдиним дизайнером персонажів, проте дизайн головних героїв, разом із загальним візуальним стилем серіалу, був запозичений з оригінального доджінші. В одному з інтерв'ю Абе зазначив, що дизайн Ракки зазнав найбільших змін під час розробки, ставши досить відмінним від його власних малюнків.

## Показ та продажі
Вперше серіал транслювався в Японії на телеканалі Fuji TV з 10 жовтня по 19 грудня 2002 року за нерегулярним розкладом. Хоча спочатку планувалися щотижневі покази протягом трьох місяців, графік було прискорено, в результаті чого перші п'ять серій вийшли з інтервалом у два тижні, а решта вісім епізодів — щотижня парами один за одним. Продюсер Уеда Ясуюкі назвав цю зміну «болючою», і заявив, що через неї аніме було сприйнято прохолодно на початку.
Аніме було випущене на п'ятьох DVD-томах компанією Geneon Entertainment в Японії між груднем 2002 року та квітнем 2003 року. Також у 2010 році вийшов бокс-сет Blu-ray. У Північній Америці серіал був вперше ліцензований і дубльований англійською мовою компанією Pioneer Entertainment, яка випускала DVD-релізи з квітня 2003 року по жовтень 2005 року. У 2010 році компанія Funimation отримала ліцензію на серіал разом з кількома іншими активами Geneon і випустила новий бокс-сет DVD у 2012 році. В Європі ліцензію на серіал отримала компанія MVM Films, яка спочатку випустила DVD-версію, а згодом, у 2021 році, випустила Blu-ray реліз. В Австралії серіал вперше випустила компанія Madman Entertainment, потім у 2013 році ліцензію для цього регіону придбала Sony.

## Список серій
| № серії | Назва серії | Режисер(и)        | Оригінальна дата показу |
| ------- | --- | ----------------- | ----------------------- |
| 1       | «Падіння крізь небо — Кокон — Старий дім» Транслітерація: «Mayu — sora o ochiru yume — ōrudo hōmu» (яп. 繭･空を落ちる夢･オールドホーム)                                      | Токоро Томокадзу  | 10 жовтня 2002          |
| 2       | «Місто і мур — Тоги — Товариство сірокрилих» Транслітерація: «Machi to kabe — Tōga — Haibane Renmei» (яп. 街と壁･トーガ･灰羽連盟)                                            | Імазакі Іцукі     | 24 жовтня 2002          |
| 3       | «Храм — Товмач — Булочки» Транслітерація: «Jiin — Washi — Pankēki» (яп. 寺院･話師･パンケーキ)                                                                                | Кімура Хіроші     | 7 листопада 2002        |
| 4       | «День сміття — Годинникова башта — Птахи над муром» Транслітерація: «Gomi no hi — Tokeitō — Kabe o koeru tori» (яп. ゴミの日･時計塔･壁を越える鳥)                            | Такада Дзюн       | 14 листопада 2002       |
| 5       | «Бібліотека — Занедбана фабрика — Народження світу» Транслітерація: «Toshokan — Haikōjō — Sekai no hajimari» (яп. 図書館･廃工場･世界のはじまり)                              | Йосікава Кодзі    | 21 листопада 2002       |
| 6       | «Кінець літа — Дощ — Утрата» Транслітерація: «Natsu no owari — Ame — Sōshitsu» (яп. 夏の終わり･雨･喪失)                                                                      | Ватанабе Кенічіро | 28 листопада 2002       |
| 7       | «Слід — Недуга — Прихід зими» Транслітерація: «Kizuato — Yamai — Fuyu no tōrai» (яп. 傷痕･病･冬の到来)                                                                       | Імазакі Іцукі     | 28 листопада 2002       |
| 8       | «Птах» Транслітерація: «Tori» (яп. 鳥) | Оморі Такахіро    | 5 грудня 2002           |
| 9       | «Криниця — Оживлення — Загадка» Транслітерація: «Ido — Saisei — Nazokake» (яп. 井戸･再生･謎掛け)                                                                             | Такада Дзюн       | 5 грудня 2002           |
| 10      | «Кураморі — Сірокрилі Занедбаної фабрики — Робота Ракки» Транслітерація: «Kuramori — Haikōjō no Haibane tachi — Rakka no shigoto» (яп. クラモリ･廃工場の灰羽達･ラッカの仕事) | Йосікава Кодзі    | 12 грудня 2002          |
| 11      | «Розлука — Темрява у серці — Незамінна річ» Транслітерація: «Betsuri — Kokoro no yami — Kakegae no nai mono» (яп. 別離･心の闇･かげがえのないもの)                            | Аракава Масацугу  | 12 грудня 2002          |
| 12      | «Горішки-бубонці — Проводи старого року — Примирення» Транслітерація: «Suzu no mi — sugikoshi no matsuri — Yūwa» (яп. 鈴の実･過ぎ越しの祭･融和)                              | Сакайбаші Ватару  | 19 грудня 2002          |
| 13      | «Світ Рекі — Молитва — Остання глава» Транслітерація: «Reki no sekai — Inori — Shūshō» (яп. レキの世界･祈り･終章)                                                            | Ватанабе Кенічіро | 19 грудня 2002          |

## Саундтрек
Музику для Haibane Renmei, включно з відкриваючою темою Free Bird, написав Отані Коу. Саундтрек, який описують як суміш музики XVII століття, кельтської музики та джазу, містить переважно інструментальні партії з великою часткою традиційних західних інструментів, таких як гітара, фортепіано, флейти та барабани. Фінальна тема Blue Flow була виконана Іто Масумі.
| Haibane Renmei: Hanenone | Haibane Renmei: Hanenone         | Haibane Renmei: Hanenone |
| #                        | Назва                            | Тривалість               |
| ------------------------ | -------------------------------- | ------------------------ |
| 1.                       | «Refrain of Memory»              | 4:07                     |
| 2.                       | «Free Bird»                      | 2:31                     |
| 3.                       | «Toga»                           | 2:48                     |
| 4.                       | «Breath of a germ»               | 2:20                     |
| 5.                       | «Starting of the world»          | 2:03                     |
| 6.                       | «A little plates Rondo»          | 2:16                     |
| 7.                       | «Silent Wonderland ~REM Dream~»  | 2:22                     |
| 8.                       | «Song of Dream, Words of Bubble» | 2:13                     |
| 9.                       | «Rustle»                         | 2:50                     |
| 10.                      | «Shadow of Sorrow»               | 2:41                     |
| 11.                      | «Blight»                         | 3:11                     |
| 12.                      | «Wondering»                      | 4:00                     |
| 13.                      | «Fading»                         | 2:33                     |
| 14.                      | «Ripples by the drop»            | 2:07                     |
| 15.                      | «Someday, Lasting, Seranade»     | 2:13                     |
| 16.                      | «Love will light the way»        | 5:14                     |
| 17.                      | «Ethereal Remains»               | 2:22                     |
| 18.                      | «Blue Flow TV Edit»              | 1:26                     |
| 19.                      | «Ailes Grises»                   | 2:38                     |
| 51:03                    |                                  |                          |

## Сприйняття
Критики описують Haibane Renmei як повільний, атмосферний і філософський аніме-серіал, особливо відзначаючи його таємничий тон, особливий художній стиль і «чудовий» саундтрек.
Графічне оформлення серіалу загалом отримало схвальні відгуки, причому тогочасні критики високо оцінили як дизайн, так і анімацію. Особливо позитивно було сприйнято рішення використовувати приглушену кольорову гаму. Мауно Йоукама, який писав для фінського журналу Anime, назвав його «мальовничим», а Animerica — «приголомшливим». Пізніші відгуки були більш стриманими щодо цього аспекту. Вони зазначають, що хоча якість анімації була «досить чіткою» за стандартами початку 2000-х років, вона погано сприймається на пізніших пристроях, через що певні художні недоліки стають більш помітними.
Стіг Хьоґсет у своїй рецензії для THEM Anime Reviews назвав серіал «одним із найкращих анімаційних творів, які коли-небудь існували», особливо відзначивши музику як одну з «найкрасивіших у будь-якому аніме за всю історію». Джонатан Мейс з Anime News Network у своїй детальній рецензії описав саундтрек до «Ханеноне» як «емоційну експедицію», дійшовши висновку, що він «перевершує майже всі музичні твори для телесеріалів».